# Trio Bier
Trio Bier is een Nederlandse band  die werd opgericht in 1995. De band, die ook enige tijd werkte onder de naam Oud West, maakt Nederlandstalige muziek in verschillende muziekstijlen.

## Geschiedenis
Trio Bier begon in 1995 als straatorkest met zanger Jan Eilander, (bas)gitarist Roelf ter Veld en accordeonist, gitarist en componist Rini Dobbelaar. Later werd drummer Rob Ero toegevoegd. In 1996 bracht de band het door Thé Lau geproduceerde album Verspilde Tranen uit via een Friese platenmaatschappij. Toen deze maatschappij failliet ging, kocht Trio Bier de rechten van het album terug en ging de band verder met de verkoop ervan in eigen beheer. Jip Golsteijn noemde dit album "een van de beste Nederlandstalige cd's van haar tijd". In hetzelfde jaar werkte de band mee aan de compilatie-cd Amsterdammers, waarop Amsterdamse groepen nummers over Amsterdam zingen.
In 1997 werd op advies van producer Rob van Donselaar saxofonist en pianist Koos Prins aan Trio Bier toegevoegd. Na het uitbrengen van het tweede album, getiteld Dans Met Mij via Warner Music in 1998 kwam ook gitarist Cor van den Berg bij de band.

## Oud West
In 2000 werd het derde album uitgebracht, getiteld Bakkum Aan Zee. De bandnaam wordt tijdelijk veranderd in Oud West. 
In 2001 werd het nummer Amsterdam het derde album opnieuw opgenomen met enkele gastmuzikanten. Deze single werd uitgevoerd op de Uitmarkt en voorafgaand aan een Ajax-wedstrijd. Op 26 november van dat jaar trad de band voor het laatst op als Oud West in de Kleine Komedie; daarna hield de band vooralsnog op te bestaan.
Onder de "oude" naam Trio Bier verzorgde de band in de daaropvolgende jaren nog enkele kleine optredens, soms ook met andere samenstellingen. Ook speelden individuele leden in eigen bands, waarbij zij soms wel nummers van Trio Bier vertolkten. Verder bleef het gedurende deze periode stil rondom Trio Bier.

## Opnieuw begonnen
In 2007 kwam het tot een reünieoptreden. Trio Bier speelde als voorprogramma van De Dijk in De Meerpaal in Dronten.
Op 3 september 2009 presenteerde Trio Bier in Paradiso zijn nieuwe album De Droom Voorbij. Dit album werd opgenomen op een zolderslaapkamer van Rini Dobbelaar en werd in eigen beheer uitgebracht. Het album De Klok Tikt werd op dezelfde manier opgenomen.
In 2011 riepen de lezers van Het Parool Trio Biers bekendste nummer Amsterdam Oude Wolf tot Lijflied Van De Stad Amsterdam. De band ontving de prijs uit handen van Trio Bierfan burgemeester Eberhard van der Laan.
Vanaf 2014 tot eind 2017 organiseerde de band, eerst in de KHL (in Amsterdam), later in de bovenzaal van De Melkweg, Club Trio Bier; maandelijkse avonden waar de band zelf speelde, maar waar ook schrijvers, dichters, performers en  veel veelal bevriende muzikanten kwamen optreden. Club Trio Bier werd een begrip in Amsterdam. In 2016 bracht de band het album Club Trio Bier uit - met daarop tien nieuwe stukken.
Trio Bier speelde in 2017 op verzoek Amsterdam Oude Wolf in het Concertgebouw op de herdenkingsbijeenkomst ter nagedachtenis aan de Amsterdamse burgemeester Eberhard van der Laan.

## Discografie

### Albums
- 1996: Verspilde Tranen
- 1998: Dans Met Mij
- 2000: Bakkum Aan Zee (als "Oud West")
- 2009: De Droom Voorbij
- 2013: De Klok Tikt
- 2015: Club Trio Bier

### Singles
- 1998: Regentijd
- 1998: Laat Me Gaan
- 1999: Lelystad
- 2000: Lantarenpalen (als "Oud West")
- 2000: Niet zo (als "Oud West")
- 2001: Amsterdam (Oude Wolf) (als "Oud West")
- 2010: Zit er in